# Alice (2022)
Alice ist ein Filmdrama von Krystin Ver Linden, das Ende Januar 2022 beim Sundance Film Festival seine Premiere feierte und am 18. März 2022 in die US-Kinos kam.

## Handlung
Alice lebt im 19. Jahrhundert und arbeitet auf den Feldern einer Sklavenplantage im ländlichen Georgia. Die junge Frau träumt von der Freiheit. Nach einer gewaltsamen Auseinandersetzung mit dem Sklavenbesitzer Paul flieht Alice durch den nahegelegenen Wald. Plötzlich findet sie sich auf einer Autobahn wieder. Sie ist auf wundersame Weise im Jahr 1973 gelandet. Der schwarze Aktivist Frank entdeckt sie dort am Straßenrand und nimmt sie mit.

## Produktion
Es handelt sich bei Alice um das Regiedebüt von Krystin Ver Linden, die auch das Drehbuch schrieb.
Keke Palmer spielt in der Titelrolle Alice. Jonny Lee Miller spielt den Sklavenbesitzer Paul im 19. Jahrhundert. Common ist in der Rolle von Frank zu sehen, dem Alice im 20. Jahrhundert begegnet. Gemeinsam mit Patrick Warren, Karriem Riggins und Burniss Travis schrieb der US-amerikanische Rapper, Schauspieler und Oscarpreisträger auch die Musik für den Film.
Gedreht wurde ab Oktober 2020 in Savannah, Georgia. Als Kameramann fungierte Alex Disenhof.
Mitte Dezember 2021 wurde bekannt, dass sich Vertical Entertainment und Roadside Attractions die Rechte für Nordamerika sicherten. Der Kinostart erfolgte am 18. März 2022. Im Juni 2022 wurde er beim Sydney Film Festival gezeigt. Anfang September 2022 wurde er beim Festival des amerikanischen Films in Deauville vorgestellt. Erste Vorstellungen des Films erfolgen bereits Ende Januar 2022 beim Sundance Film Festival.

## Rezeption

### Kritiken
Die Kritiken fielen eher negativ aus.

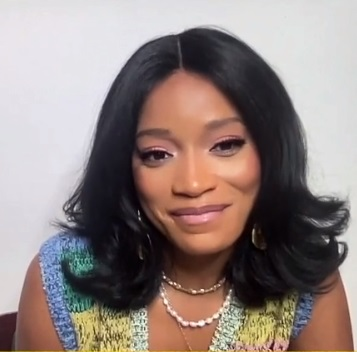
Keke Palmer spielt Alice

Kate Erbland von IndieWire schreibt, es sei die herausragende Leistung der Hauptdarstellerin Keke Palmer, die eine ganze Reihe von Emotionen spielen muss, nicht nur von Szene zu Szene, sondern oft von Moment zu Moment, die den Film zusammenhalte und all das glaubwürdig mache. Ansonsten sei der Film eine fadenscheinige Hommage und insbesondere in der zweiten Hälfte von Blaxploitation geprägt, wenn sich Alice in Popkultur und Politik und ihre großen Namen wie Pam Grier, Diana Ross, Angela Davis, Fred Hampton und Malcolm X vertieft. Auch der von ihr ersonnene Racheplan fühle sich alleinig für filmische Zwecke konstruiert an, sei völlig unglaubwürdig und viel zu „cool“.

### Auszeichnungen
Black Reel Awards 2023
- Nominierung für die Beste Filmmusik (Common)[10]

NAACP Image Awards 2023
- Nominierung als Beste Hauptdarstellerin (Keke Palmer)
- Nominierung für das Beste Drehbuch (Krystin Ver Linden)[11]

Saturn-Award-Verleihung 2022
- Nominierung als Bester Independentfilm

Sundance Film Festival 2022
- Nominierung im U.S. Dramatic Competition